# Copa del Magrib de futbol
La Copa del Magrib de futbol fou una competició futbolística nord-africana que enfrontà els campions de les lligues d'Algèria, el Marroc, Tunísia i Líbia (Líbia només a la primera edició). Fou organitzada per la Unió Magrebina de Futbol (UMF, Union Maghrébine de Football).
La Copa del Magrib de clubs campions fou una competició continuadora de les antigues competicions que existiren durant l'època colonial als territoris francesos del nord d'Àfrica (Algèria, Marroc, Tunísia), el Campionat d'Àfrica del Nord de futbol, també anomenat Copa Steeg en honor al governador general d'Algèria, Théodore Steeg, en el càrrec durant les seves primeres edicions. Aquest campionat més tard s'anomenà Challenge Louis Rivet. La Copa del Magrib de Clubs de Campions es va celebrar en una ciutat amfitriona que acollia tots els partits de la competició, amb l'excepció de la final de 1970–71, que es va jugar a dos partits.
Resum dels principals campionats d'Àfrica del Nord durant la història:
| Anys      | Competició                          | Països participants                                                     |
| --------- | ----------------------------------- | ----------------------------------------------------------------------- |
| 1912-1920 | Campionat d'Àfrica del Nord (USFSA) | Algèria, Marroc i Tunísia                                               |
| 1921-1956 | Campionat d'Àfrica del Nord (ULNA)  | Algèria, Marroc i Tunísia                                               |
| 1930-1956 | Copa d'Àfrica del Nord (ULNA)       | Algèria, Marroc i Tunísia                                               |
| 1970-1975 | Copa del Magrib de futbol           | Algèria, Marroc, Tunísia i Líbia                                        |
| 1970-1976 | Recopa del Magrib de futbol         | Algèria, Marroc, Tunísia i Líbia                                        |
| 2008-2010 | Copa de Campions de la UNAF         | Algèria, Marroc, Tunísia i Líbia (i Egipte a la 1a edició de la Recopa) |
| 2008-2010 | Recopa de la UNAF                   | Algèria, Marroc, Tunísia i Líbia (i Egipte a la 1a edició de la Recopa) |
| 2010      | Supercopa de la UNAF                | Algèria, Marroc, Tunísia i Líbia (i Egipte a la 1a edició de la Recopa) |
| 2015      | Copa de Clubs de la UNAF            | Algèria, Marroc, Tunísia, Líbia i Egipte                                |

## Historial
Font:
| Temporada | Seu           | Campió          | Resultat    | Finalista        |
| --------- | ------------- | --------------- | ----------- | ---------------- |
| 1969-70   | Alger         | CR Belouizdad   | 2-2 (4-3 p) | CS Sfaxien       |
| 1970-71   | anada/tornada | CR Belouizdad   | lligueta    | Espérance ST     |
| 1971-72   | Casablanca    | CR Belouizdad   | 2-1         | CS Sfaxien       |
| 1972-73   | Tunis         | Etoile du Sahel | 2-0         | CR Belouizdad    |
| 1973-74   | Alger         | Club Africain   | 2-0         | JS Kabylie       |
| 1974-75   | Casablanca    | Club Africain   | 2-0 (prò.)  | Raja Beni-Mellal |
| 1975-76   | Tunis         | Club Africain   | 0-0 (4-2 p) | MC Alger         |